# Post Mortem (videogioco)
Post Mortem è un videogioco del genere avventura grafica sviluppato da Microïds e pubblicato nel 2002 per Microsoft Windows. Il videogioco possiede un seguito denominato Still Life.
Realizzato con il motore grafico Virtools, Post Mortem è stato realizzato nell'arco di dieci mesi da un team composto da 27 persone, di cui 8 grafici, 5 animatori e 6 programmatori.

## Trama
La storia ruota attorno ad un investigatore privato statunitense di nome Gustav MacPherson, ingaggiato dalla misteriosa Sophia Blake per scoprire chi ha brutalmente assassinato i suoi familiari all'Hotel Orphee di Parigi. Le tracce porteranno MacPherson nella parte più oscura della città. Il protagonista si ritrova improvvisamente nella situazione in cui non sa se può fidarsi di qualcuno, oltre al fatto di trovarsi di fronte ad uno sconcertante delitto caratterizzato dalle oscure personalità delle vittime.

## Modalità di gioco
Post Mortem ha una classica interfaccia punta e clicca con una visuale in prima persona. Questo lo distingue da Still Life, il quale invece ha una visuale in terza persona. Il cursore cambia forma quando punta gli oggetti con i quali si può interagire, consigliando al giocatore cosa avviene se ci si clicca su. Il taccuino di Gus è usato sia per accedere al menù di gioco, sia per contenere i documenti ritrovati lungo il gioco.

## Personaggi
- Gustav MacPherson è un investigatore privato cresciuto a New York, che lavora come artista a Parigi
- Sophia Blake - sorella della donna uccisa, ingaggia Gus per investigare sugli omicidi
- Ruby e Regis White - coppia di coniugi americani in vacanza a Parigi, vengono trovati assassinati nella loro stanza presso l'Hotel Orphee
- Isidore Petit - Receptionist e manager dell'Hotel Orphee nell'8ºdistretto.
- Mrs. Loiseau, cliente abituale dell'Hotel.
- Theo Malet, facchino dell'Hotel.
- Nicolas - cameriere al Nantis Cafe
- Albert Hulot - proprietario del bistro Alambic
- Berenice (Bebe) ragazza che lavora vicino al bistro
- Jacques Helloin - investigatore privato, ex agente della Gendarmeria
- Beauvais -  Agente della Gendarmeria di Parigi
- Ispettore LeBrun - ispettore di polizia che indaga sugli omicidi
- Gregoire de Allepin - banchiere di Parigi
- Dott. Frank Kaufner - psichiatra che lavora con la polizia

## Problemi tecnici
Il gioco presentava diversi problemi di compatibilità con i PC Pentium 4 per cui dopo qualche tempo la casa di sviluppo ha pubblicato una patch essenziale.